# Pfarrkirche Zweinitz

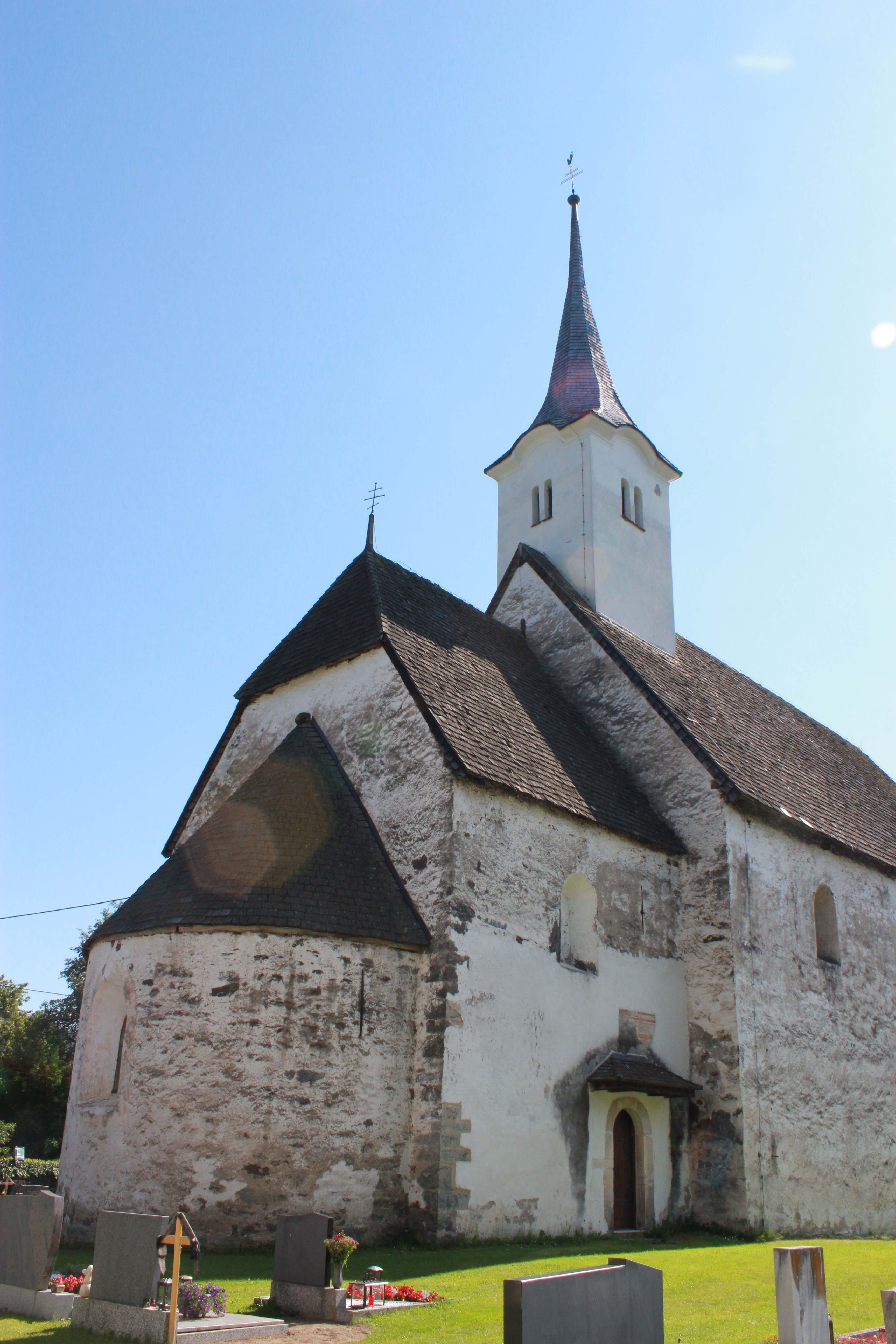

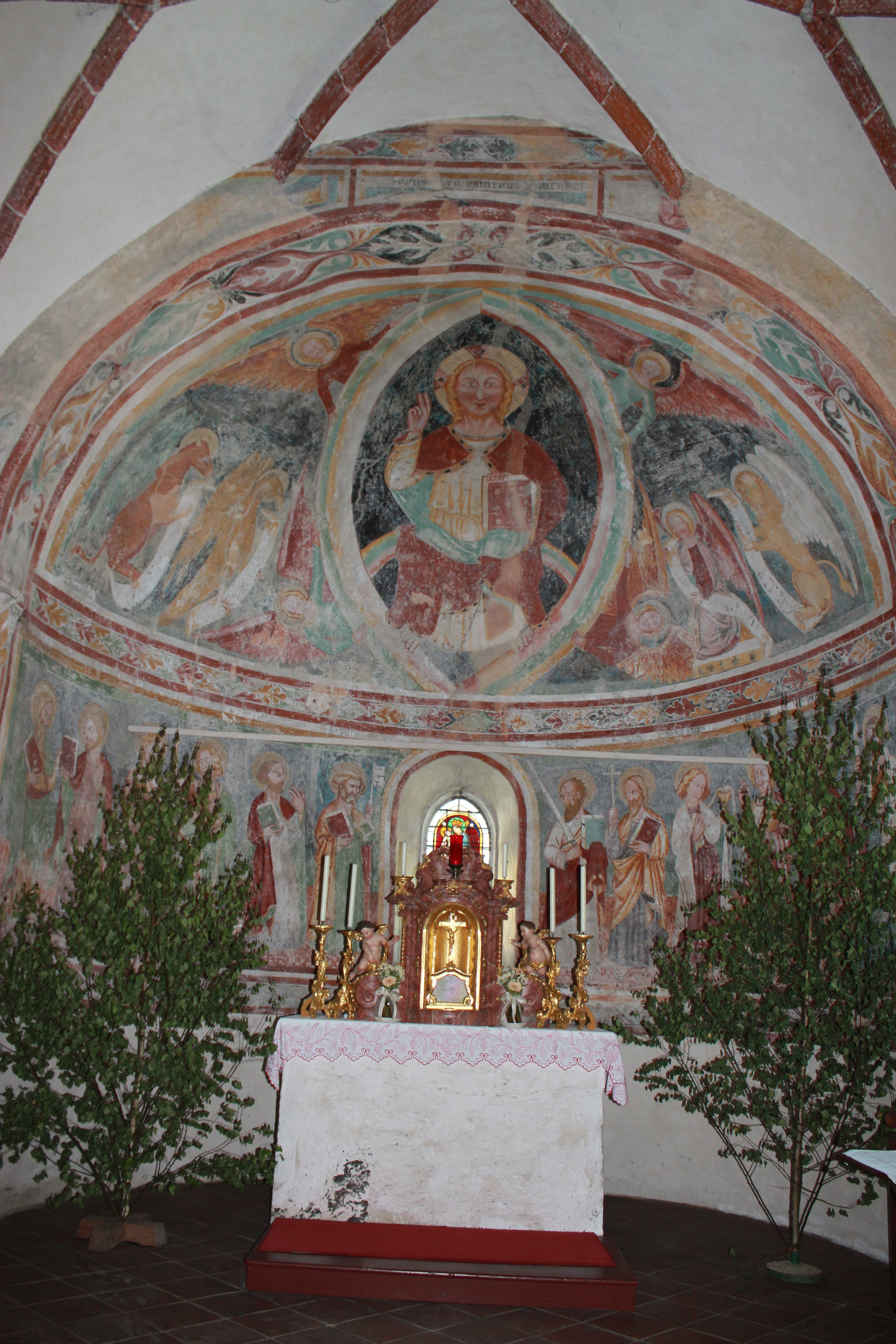
Apsis

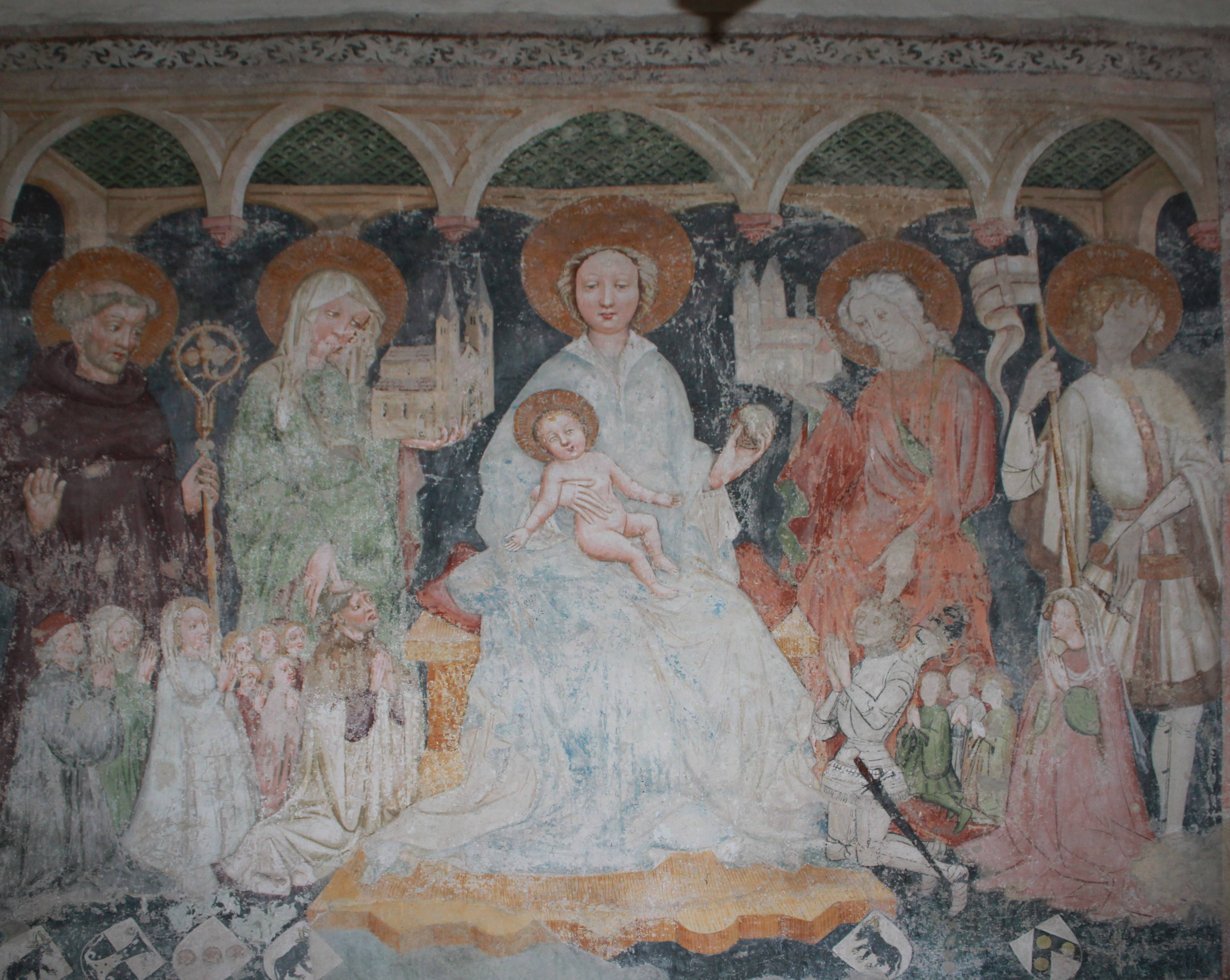
Sacra Conversazione

Die Pfarrkirche Zweinitz ist dem heiligen Ägydius geweiht und liegt am Ostrand des Ortes Zweinitz in der Gemeinde Weitensfeld im Gurktal.

## Geschichte
Die Kirche wurde der Legende nach von der heiligen Hemma von Gurk gegründet, doch wird sie erst 1169 erstmals urkundlich erwähnt. 1354 wurde sie nach einem Brand wiederhergestellt, dazu wurde ein Ablass gewährt. Die Kirche wurde seit jeher an Gurker Domherren verliehen, die sie von Vikaren betreuen ließen. Erst 1781 wurde Zweinitz eine eigenständige Pfarre.

## Bauwerk
Der mittelgroße hochromanische Landkirche aus dem 12.–13. Jahrhundert setzt sich aus einem einschiffigen Langhaus und einem eingezogenen quadratischen Chor mit Schopfwalm und Rundapsis zusammen. Südlich am Chor ist eine gotische Sakristei mit Pultdach angebaut. Über dem östlichen Langhaus erhebt sich ein 1929 erneuerter Dachreiter mit gekuppeltem Schallfenster und geschweiftem Spitzgiebelhelm.
Das mehrfach abgetreppte Westportal ist ein romanisches Stufenportal, das in der Kämpferzone durch ein Flechtband und einen weiblichen und einen männlichen Konsolkopf geschmückt ist. Die beiden Köpfe stellen entweder Adam und Eva oder ein Stifterehepaar dar. Das Tympanon bildet ein um 1420/30 entstandenes spätgotisches Fresko, welches das von zwei Engeln gehaltene Schweißtuch der Veronika sowie zwei geistliche Stifter zeigt. Das ursprüngliche Tympanonrelief war das Lamm Gottes, das heute rechts neben dem Portal eingemauert ist.
An der Nordseite führt ein rundbogiges Portal mit mittelalterlichen Eisenbeschlägen an der Tür in den Chor. 
Neben dem barock übermalten Christophorusfresko an der Südseite des Langhauses finden sich noch weitere Spuren von Wandmalerei an der Außenseite.
Über dem Langhaus erstreckt sich eine Flachdecke mit geschwungenem Stuckrahmen aus der zweiten Hälfte des 18. Jahrhunderts. Das Langhaus hat auf beiden je drei hochgelegene romanische Trichterfenster und an der Südseite auch noch ein großes Fenster mit dem Wappen von Hofmann von Wald in der Laibung. 
Ein hoher, enger rundbogiger Triumphbogen verbindet das Langhaus mit dem Chor.
Das ursprünglich flach gedeckte quadratische Chorjoch wurde im 15. Jahrhundert mit einem spätgotischen Netzrippengewölbe versehen. Die Kämpfer am Apsisbogen sind mit Flechtband geschmückt. Das gotische Glasgemälde im Apsisfenster, die thronende Madonna darstellend, wurde um 1420 gefertigt.

## Wandmalereien
Das Innere der Kirche wurde seit dem späten 14. Jahrhundert in mehreren Etappen mit Fresken ausgestattet. Den angebrachten Wappen nach geht ein Teil auf Stiftungen der Familie Hofmann von Prägrad zurück, die Lehensleute des Gurker Domkapitels waren. Die Fresken wurden 1930 beziehungsweise 1940–1942 freigelegt.
In der Apsis ist die Maiestas Domini mit Engeln und Evangelistensymbolen sowie zwölf Aposteln dargestellt. Laut Inschrift wurde sie um 1390 von einem Meister „hainricus“ gemalt und zeigt Einfluss durch die friulanische Trecentomalerei.
Die Darstellung des heiligen Leonhard mit Stifter an der Nordwand des Chorquadrates entstand um 1430.
An der südlichen Triumphbogenwand zeigt das spitzbogig gerahmte Fresko eine um 1410 entstandene Pietà, die wohl von einem Apostel und einem heiligen Abt mit Stiftern flankiert wird. 
Daran schließt am östlichen Teil der Langhaussüdwand ein weiteres spitzbogiges Fresko an, das durch ein Fenster durchbrochen wird. Dargestellt sind die Heiligen Katharina und Barbara sowie ein Engel.
In der Mitte der Langhaussüdwand zeigt das Fresko im „Weichen Stil“ die thronende Gottesmutter mit Kind, umgeben von vier Heiligen, bei denen es sich wohl um Ägidius, Hemma, Kunigunde und Georg handelt, und zu ihren Füßen eine Stiftergruppe. Das mit 1421 bezeichnete Bild ist eine außerhalb Italiens bemerkenswerte frühe Sacra Conversazione, eine Versammlung von Heiligen um eine zentrale Figur, meist Maria.
An der Langhausnordwand ist der um 1430 gemalte Dreikönigszug zu sehen.

## Ausstattung
Im Chor steht der Hochaltar mit Tabernakelaufbau und einem bemalten barocken Lederantependium. Der linke Seitenaltar mit Ädikula über kleinem Sockel und einem gesprengten Segmentgiebel mit kleiner Ädikula als Aufsatz ist mit 1669 bezeichnet. Das Mittelbild zeigt einen eine Monstranz haltenden Engel, das Aufsatzbild die büßende Maria Magdalena und die Predella eine Darstellung von Gurk.
Weiters erwähnenswert sind ein an der Langhausnordwand hängendes spätgotisches Kruzifix aus dem ersten Viertel des 16. Jahrhunderts, ein spätgotischer Taufstein, Wappengrabplatten sowie ein bei dem Westportal eingemauertes Steinrelief eines einen Hasen jagenden Greifs oder Drachen.

## Orgel

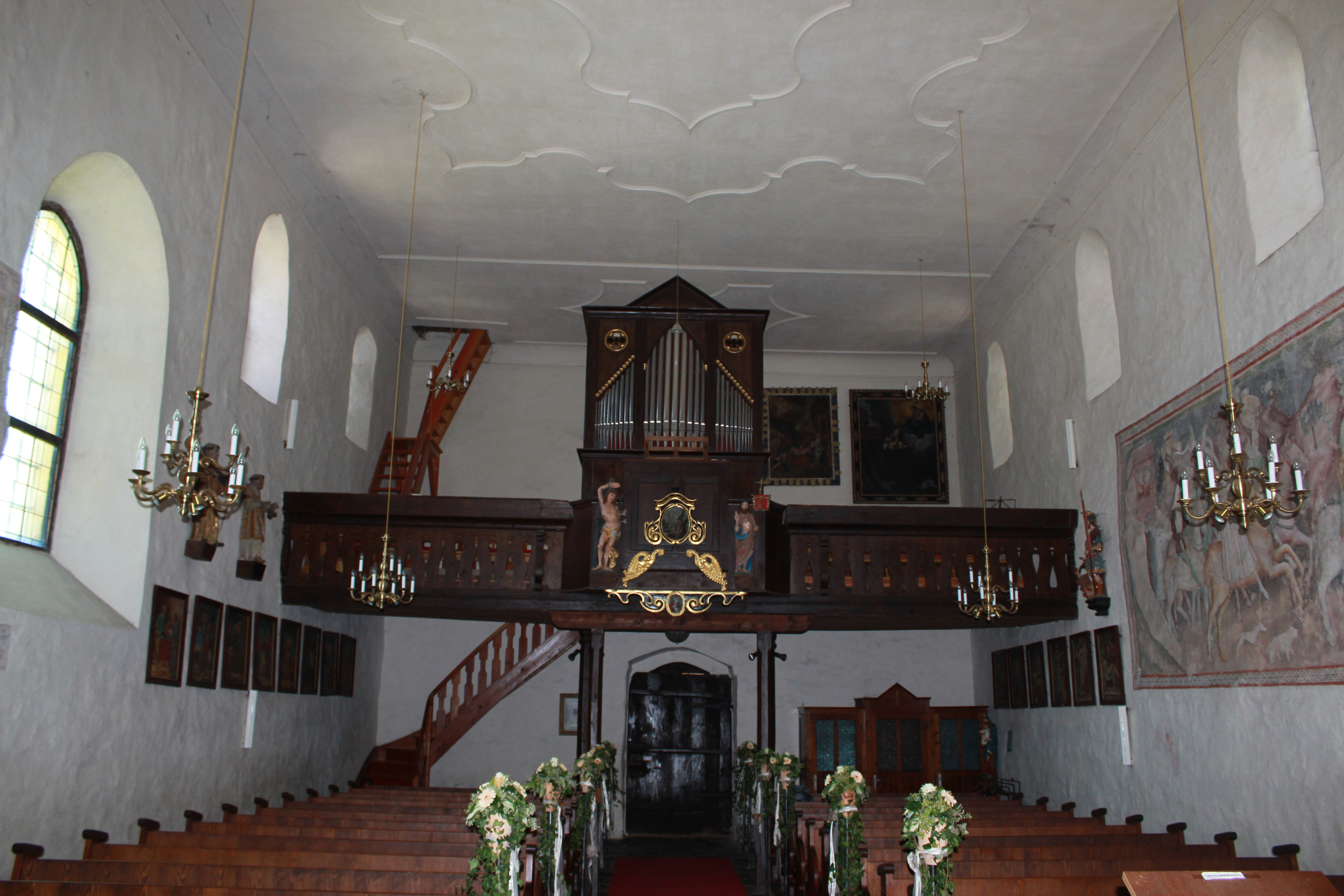
Blick auf die Orgel

Die Orgel wurde 1890 von dem Orgelbauer Christian Gruber (Klagenfurt) erbaut. Das Instrument hat 9 Register auf zwei Manualen und Pedal. Die Spiel- und Registertrakturen sind mechanisch.
| I Hauptwerk C–f3 |                |       |
| 1.               | Principal      | 8′    |
| 2.               | Viola di Gamba | 8′    |
| 3.               | Octav          | 4′    |
| 4.               | Quinte         | 2 ⁄3′ |
| 5.               | Superoctav     | 2′    |

| II. Manual C–f3 |         |    |
| 6.              | Bordon  | 8′ |
| 7.              | Gedeckt | 4′ |
| 8.              | Viola   | 4′ |

| Pedalwerk C–c1 |        |     |
| 9.             | Subbaß | 16′ |

- Koppeln: II/I, I/P, II/P

## Friedhofskapelle
Östlich neben der Kirche steht eine dem Erzengel Michael geweihte Friedhofskapelle. Der 1408 erstmals urkundlich erwähnte kleine gotische Bau war ursprünglich ein Karner mit überdachtem Grufteingang im Südosten. Die mit Strebepfeilern gestützte Kapelle mit polygonalem Schluss birgt im östlichen Untergeschoß ein Beinhaus. Der Bau besitzt im Westen ein Giebeltürmchen mit einer 1610 von Georg Fiering gegossenen Glocke. Betreten wird die Kapelle durch ein Portal mit Vordach auf hölzernen Säulen. 1995 wurde eine spätgotische Marienstatue in einen Altar aus dem 18. Jahrhundert gestellt. An den Wänden hängen die Bilder der heiligen Vitus und Pankraz, ein Schutzengelbild sowie einige Votivbilder.